# Соединённые провинции Центральной Америки
Соединённые провинции Центральной Америки (исп. Provincias Unidas del Centro de América; с 22 ноября 1824 года Федеративная Республика Центральной Америки, исп. República Federal de Centroamérica) —  федеративное государство, существовавшее в 1823—1840 годах на территории Центральной Америки, состоявшее из штатов (провинций) Гватемала, Гондурас, Сальвадор, Никарагуа, Коста-Рика и Лос-Альтос, созданное после выхода их из состава Мексиканской империи.
Столица Федеративной Республики Центральной Америки — Гватемала (1823 — 1834 годы), Сан-Сальвадор (1834 — 1840 годы).

## История
Конгресс, собравшийся в 1823 году, постановил образование «Соединённых Штатов Центральной Америки», состоявших из пяти штатов (государств), а именно — Гватемала, Гондурас, Сан-Сальвадор, Никарагуа и Коста-Рика. Союз был организован по образцу Северо-Американских Соединённых Штатов. В этом союзе государств происходили постоянные междоусобные войны, революции (перевороты) и бесконечный ряд пронунциаменто. В 1838 году президент Центрально-американской республики Марацан был свергнут, после последовала война между отдельными штатами (государствами), окончившаяся в 1839 году и распадением Союза на пять составных частей.

## Политика
Принятая в ноябре 1824 года конституция Соединённых Провинций Центральной Америки отменяла в федеративной республике рабство, гарантировала свободу печати, упраздняла феодальные титулы. Законодательная власть принадлежала двухпалатному парламенту; во главе федерации стоял президент.
В 1830 году президентом Соединённых Провинций был избран либерал Франсиско Морасан, проводивший активную антиклерикальную политику. Против Морасана выступили консерваторы, развязавшие гражданскую войну, что привело к распаду федеративной республики. Предпринимаемые позже попытки восстановить Соединённые Провинции Центральной Америки не имели успеха.
У либералов Соединённых Провинций были большие надежды на федеративную республику, которая разовьётся в современное демократическое государство, разбогатев на транзите товаров между Атлантическим и Тихим океанами. Это стремление нашло отражение в символах федерации: белая полоса на флаге символизировала землю между двумя океанами; герб представлял собой пять гор (по одной от каждого штата) между ними, увенчанных фригийским колпаком — символом Французской революции.

## Главы государства

### I триумвират (10 июля1823—19 марта1824)
- Мануэль Хосе Арсе
- Педро Молина Флорес
- Хуан Висенте Вильякорта

### II триумвират (19 марта1824—26 апреля1825)
- Мануэль Хосе Арсе
- Антонио Ривера Кабесас
- Хосе Сесилио дель Валье

### Президенты
1. Мануэль Хосе Арсе (29 апреля 1825 — 25 июня 1829).
2. Хосе Франсиско Баррундиа (вр. 25 июня 1829 — 16 сентября 1830).
3. Франсиско Морасан (16 сентября 1830 — 1 февраля 1839, фактический правитель с 25 июня 1829, претендент до 16 сентября 1842), убит.
4. Грегорио Саласар (16 сентября 1834 — 14 февраля 1835), убит.
5. Диего Вихиль (1 февраля 1839 — 31 марта 1840)

## Распад союза
Государство прекратило своё существование в ходе гражданской войны 1838—1840 годов. Распад начался с отделения от федерации Никарагуа 5 ноября 1838 года. Следом отделились Гондурас, Коста-Рика и Гватемала. Государство Лос-Альтос было разделено между Мексикой и Гватемалой. Окончательно союз распался в 1840 году, когда последний оплот Федерации — Сальвадор — 31 марта объявил решение об упразднении Центральноамериканской Федерации.
|           |           |          |           |            |            |  |
| Гватемала | Сальвадор | Гондурас | Никарагуа | Коста-Рика | Лос-Альтос |  |

В XIX—XX веках было предпринято несколько попыток восстановить союз, но ни одна из них не стала успешной на длительный срок.
- Первая попытка в 1842 году.
- Вторая попытка в 1852 году.
- Третья попытка в 1885 г., когда 28 февраля президент Гватемалы Хусто Руфино Барриос опубликовал декрет об объединении Гватемалы, Гондураса, Сальвадора, Никарагуа и Коста-Рики в единое государство и провозгласил себя верховным военным руководителем Центральной Америки. Но 2 апреля 1885 в бою под Чалчуапой в Сальвадоре он был убит, и процесс объединения Центральной Америки прекратился.
- Четвёртая в 1896—1898 годах, когда существовала Великая республика Центральной Америки — союз Гондураса, Никарагуа и Сальвадора.
- Пятая (последняя) попытка между июнем 1921 года и январём 1922.

Цвета флагов стран, образовавшихся на территории Федерации Центральной Америки, напоминают о флаге Соединённых Провинций Центральной Америки:
| Гватемала | Гондурас | Сальвадор | Никарагуа | Коста-Рика |  |
| Гватемала | Гондурас | Сальвадор | Никарагуа | Коста-Рика |  |